# Juez y parte
Juez y parte es el cuarto disco del cantautor español Joaquín Sabina, puesto a la venta en 1985. Está acreditado a Joaquín Sabina y Viceversa, la banda que entonces le acompañaba en directo, continuando en la línea de pop rock desenfadado de su disco anterior, aunque ahora con mayor predominio de teclados y cajas de ritmo.

## Lista de canciones
| N.º | Título                           | Letras                                         | Duración |  |
| 1.  | «Whisky sin soda»                | Joaquín Sabina, Hilario Camacho                | 4:30     |  |
| 2.  | «Cuando era más joven»           | Joaquín Sabina                                 | 4:32     |  |
| 3.  | «Ciudadano cero»                 | Joaquín Sabina, Pancho Varona                  | 5:01     |  |
| 4.  | «El joven aprendiz de pintor»    | Joaquín Sabina                                 | 4:06     |  |
| 5.  | «Rebajas de enero»               | Joaquín Sabina, Javier Martínez                | 3:59     |  |
| 6.  | «Kung-Fu»                        | Joaquín Sabina                                 | 4:02     |  |
| 7.  | «Balada de Tolito»               | Joaquín Sabina, Antonio Sánchez, Pancho Varona | 4:56     |  |
| 8.  | «Incompatibilidad de caracteres» | Joaquín Sabina                                 | 3:28     |  |
| 9.  | «Princesa»                       | Joaquín Sabina, Juan Antonio Muriel            | 4:05     |  |
| 10. | «Quédate a dormir»               | Joaquín Sabina                                 | 5:17     |  |

## Músicos
- Guitarras eléctricas: Pancho Varona y Manuel Rodríguez
- Guitarras acústicas: Pancho Varona y Joaquín Sabina
- Bajo: Javier Martínez
- Batería: Paco Beneyto
- Teclados y cajas de ritmo: Jesús Gómez
- Voces: Joaquín Sabina, Pilar Carbajo, Javier Martínez y Jesús Gómez.
- Trompeta en Rebajas de enero: Steve Frankewich
- Guitarra solista en Incompatibilidad de caracteres: Javier López de Guereña
- Saxos y clarinetes: Andreas Prittwitz, que además hizo el arreglo de metal que la sección de viento de la Canal Street Jazz Band tocó en Quédate a dormir